# Bo Arne Vibenius
Bo Arne Vibenius, född 29 mars 1943 i Solna församling, är en svensk filmregissör, filmproducent, manusförfattare och stillbildsfotograf.
Bo Arne Vibenius mest kända film är Thriller – en grym film (1973), som han regisserade under pseudonymen Alex Fridolinski.